# Horsham Airport
Horsham Airport är en flygplats i Australien. Den ligger i kommunen Horsham och delstaten Victoria, omkring 280 kilometer nordväst om delstatshuvudstaden Melbourne. Horsham Airport ligger 137 meter över havet.
Närmaste större samhälle är Horsham, nära Horsham Airport.
Trakten runt Horsham Airport består till största delen av jordbruksmark. Trakten runt Horsham Airport är nära nog obefolkad, med mindre än två invånare per kvadratkilometer. Genomsnittlig årsnederbörd är 548 millimeter. Den regnigaste månaden är juli, med i genomsnitt 85 mm nederbörd, och den torraste är januari, med 14 mm nederbörd.